# Haus Große Brüdergasse 25

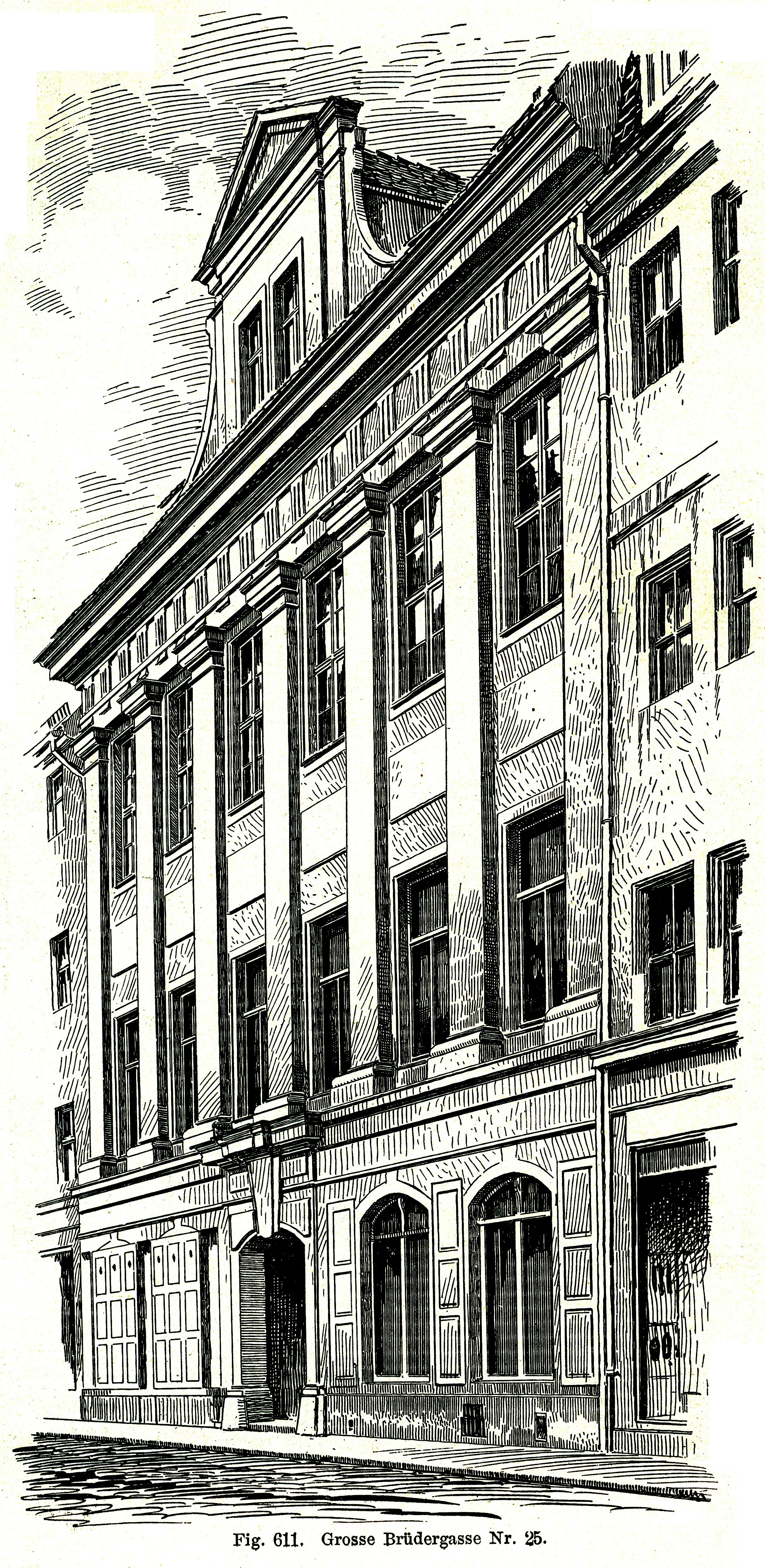
Haus Große Brüdergasse 25

Das Haus Große Brüdergasse 25 in der Altstadt von Dresden wurde zwischen 1770 und 1780 erbaut und im Zweiten Weltkrieg zerstört. Als Entwurfsarchitekten gelten Friedrich August Krubsacius oder Johann George Schmidt.

## Geschichte
Das Haus gehörte Johanna Caroline Tugendreich Fräulein von Mezradt. Durch Erbschaft gelangte das Haus an verschiedene Dresdner Adelsfamilien, so an die Grafen von Loss, von Haugwitz und von Friesen.

## Beschreibung
Das Haus war dreigeschossig. Im Erdgeschoss befand sich das mittlere Tor mit Stichbogenabschluss, flankiert von seitlichen Fenstern. Die Fassade zeigte sieben Pilaster in Kolossalordnung, die durch beide Obergeschosse reichte. Darüber befand sich ein unverkröpftes Triglyphengesims. Zwischen den Pilastern befanden sich sechs schlichte Fenster. In der mittleren Achse befand sich ein kleiner Ziergiebel mit schlichten seitlichen Anschwüngen. 

## Kunstgeschichtliche Bedeutung
Cornelius Gurlitt datierte das Haus um 1780 und nahm als Entwurfsarchitekten Friedrich August Krubsacius an. Die neuere Forschung, etwa Hermann Heckmann und Stefan Hertzig sehen jedoch auffallende Ähnlichkeiten zu Arbeiten Johann George Schmidts, so zu dem neuen Gewandhaus oder zur Waisenhauskirche. Dies insbesondere wegen derselben baulichen Details die bei allen Bauten zu finden seien – der massive Schlussstein im Erdgeschoss, die dorischen Pilaster in Kolossalordnung, die ehemals am Mittelrisalit befindlichen Verdachungsgiebel sowie vor allem die unvollständigen Gebälkzonen.